# غرهارت دوماك
غرهارت يوهانس باول دوماك (بالألمانية: Gerhard Domagk) ـ (30 أكتوبر 1895 ـ 24 أبريل 1964) عالم أمراض وأحياء دقيقة ألماني، اكتشف السلفوناميدوكرايسودين، وهو أول مضاد حيوي يتاح تجارياً (تحت اسم «برونوستيل»)، وحصل لذلك على جائزة نوبل في الطب أو علم وظائف الأعضاء سنة 1939.
ولد دوماك في واغوف (بالبولندية: Łagów) في مقاطعة براندنبورغ، وكان أبوه ناظر مدرسة. درس حتى الرابعة عشرة من عمره في زومرفلد («لوبسكو» البولندية حالياً). ثم درس الطب بجامعة كيل، ثم تطوع للجندية في الحرب العالمية الأولى، حيث أصيب في ديسمبر 1914، فقضى ما تبقى خدمته أثناء الحرب في الخدمات الطبية، وبعد الحرب عاد إلى دراسته وتخرج ثم عمل بجامعة غرايفسفالت، حيث أجرى أبحاثاً حول العدوى ذات المنشأ البكتيري. وفي سنة 1925 لحق بأستاذه فالتر غروس إلى جامعة مونستر، حيث عين أستاذاً هناك هو الآخر، كما التحق بالعمل في مختبرات باير في فوبرتال، وفي نفس العام، تزوج دوماك من غيرترود شترويبه، التي أنجب منها فيما بعد بنتاً وثلاثة أولاد.
عُيِّن دوماك مديراً لمعهد باير لعلم الأمراض وعلم الأحياء الدقيقة، حيث استكمل دراسات يوسف كلارر وفريتس ميتش المبنية على أبحاث باول إرليخ لاستخدام الأصباغ كمضادات حيوية، فوجد أن البرونتوسيل ـ وهو أحد مركبات السلفوناميد ـ يتمتع بخواص مضادة للمكورات السبحية، وقد عالج ابنته به فأنقذها من بتر محتمل لذراعها.
وفي سنة 1939 فاز دوماك بجائزة نوبل في الطب أو علم وظائف الأعضاء تقديراً لاكتشافه أول عقار فعال ضد العدوى البكتيرية. لكن النظام النازي أجبره على رفض الجائزة واعتقله الجستابو لذلك أسبوعاً. (وكان مرجع ذلك أن منح ناشط السلام الألماني كارل فون أوسيتزكي ـ الذي درج على انتقاد النازية ـ جائزة نوبل للسلام سنة 1935 أغضب الحكومة الألمانية ودفعها إلى إصدار قانون يحظر على المواطنين الألمان قبول جائزة نوبل). وقد كانت أدوية السلفوناميد آنذاك تمثل سلاحاً طبياً عظيماً في ذلك الحين، ولكن أحلت محلها فيما بعد مجموعة البنسلين، التي تميزت عن مركبات السلفوناميد بفاعليتها الأكبر وقلة آثارها الجانبية (إذ قد تتسبب مركبات السلفوناميد في تكون الحصوات الكلوية وحدوث تغيرات في نخاع العظم). وقد قادت أبحاث دوماك حول مركبات السلفوناميد دوماك إلى اكتشاف عقارين مضادين للدرن هما الثيوسيميكاربازون والأيزونيازيد، الذين كان لهم دور بارز في كبح جماح الدرن في أوروبا في أعقاب الحرب العالمية الثانية.
وبعد انتهاء الحرب، تمكن دوماك أخيراً ـ سنة 1947 ـ من تسلم جائزة نوبل، ولكنه لم يحصل على الجانب المالي من الجائزة بسبب مرور الوقت.
في سنة 1959 أصبح دوماك عضوا بالجمعية الملكية البريطانية، ونشرت الجمعية الملكية سيرة مختصرة له سنة 1964. تحول دوماك إلى دراسة الدرن والعلاج الكيماوي ضد السرطان، وواصل الحياة والعمل في فوبرتال، وتوفي في بورغبيرغ، قرب مدينة كونيغسفلد بولاية بادن فورتمبيرغ.

## روابط خارجية
- غرهارت دوماك على موقع الموسوعة البريطانية (الإنجليزية)
- غرهارت دوماك على موقع مونزينجر (الألمانية)
- غرهارت دوماك على موقع إن إن دي بي (الإنجليزية)
- غرهارت دوماك على موقع ديسكوغز (الإنجليزية)